# 순천효산고등학교
순천효산고등학교(順天曉山高等學校)는 대한민국 전라남도 순천시 용당동에 있는 사립 고등학교이다.

## 학교 연혁
- 1968년 4월 1일 : 순천연합재건중학교 설립
- 1971년 12월 31일 : 순천농공기술중학교 설립인가
- 1978년 4월 24일 : 학교법인 순천응조학원 설립인가
- 1979년 3월 7일 : 순천실업전수학교 개교
- 1979년 11월 21일 : 순천상업고등학교 설립 인가
- 1980년 3월 5일 : 순천상업고등학교 개교
- 1988년 10월 6일 : 이사장 효산 조규순 선생 취임
- 1995년 8월 23일 : 학칙변경, 상업과 폐지 및 4개과 신설(남, 여 공학)
- 1997년 1월 28일 : 학교법인 효산학원으로 명의 변경
- 1999년 3월 1일 : 순천효산고등학교로 교명 변경
- 2012년 7월 26일 : 전라남도교육청지원형 특성화고등학교 선정
- 2014년 7월 1일 : 학칙변경(사무행정과 학과 개편)
- 2014년 7월 15일 : 본관 준공
- 2017년 12월 21일 : 교육부 지정 고교학점제 연구학교 선정
- 2020년 2월 21일 : 2020특성화고 혁신지원 사업 선정
- 2020년 11월 12일 : 제5대 이사장 유금주 선생 취임
- 2022년 9월 1일 : 제12대 박성영 교장 취임
- 2025년 1월 10일 : 제43회 154명 졸업(총 14,784명)
- 2025년 3월 4일 : 2025학년도 입학식(161명)

## 설치 학과
- 관광조리과
- 사무행정과
- 관광외식서비스과
- IT융합정보과
- 스마트금융과

## 참고 자료
- 순천효산고등학교 - 한국교육학술정보원 학교알리미